# 魂の兄弟たち
『魂の兄弟たち』（原題：Love Devotion Surrender）は、カルロス・サンタナとジョン・マクラフリンが連名で1973年に発表したスタジオ・アルバム。

## 背景
カルロス・サンタナとマクラフリンは当時、いずれもシュリ・チンモイに弟子入りしており、本作のオリジナルLPには、チンモイが寄稿したライナーノーツが付属していた。本作のレコーディングには、サンタナやマハヴィシュヌ・オーケストラのメンバーに加えて、トニー・ウィリアムス率いるライフタイムでマクラフリンと共演したオルガン奏者ラリー・ヤングも参加している。

## 反響・評価
アメリカでは24週Billboard 200入りし、1973年8月18日に最高14位を記録した。日本のオリコンLPチャートでは20週トップ100入りし、5位に達するヒットとなった。イギリスでは9週にわたり全英アルバムチャートでトップ100入りし、最高7位を記録した。
Thom Jurekはオールミュージックにおいて5点満点中4.5点を付け「ギタリストとしてのカルロス・サンタナの進化という文脈だけでなく、ジョン・コルトレーンやマイルス・デイヴィスの音楽がロック・ミュージシャンにもたらした影響による、理にかなった音楽的発展という文脈でも語られるべき作品」「発表から30年を経ても、なお先鋭的に響き、驚くほど感動的な美しさを誇っている」と評している。

## その後
両名の親交はその後も続き、1973年11月に発売されたサンタナ名義のアルバム『ウェルカム』収録曲「フレーム・スカイ」にはマクラフリンがゲスト参加した。また、マクラフリンのリーダー・アルバム『エレクトリック・ギタリスト』（1978年）収録曲「フレンドシップ」には、カルロス・サンタナがゲスト参加している。
2001年には、本作および『啓示』（カルロス・サンタナとアリス・コルトレーンのコラボレーション・アルバム）の収録曲を素材として、ビル・ラズウェルがリミックスを担当したアルバム『ディヴァイン・ライト:カルロス・サンタナRemix』が発売された。

## 収録曲
1. 至上の愛 - "A Love Supreme" (John Coltrane) - 7:50
2. ネイマ - "Naima" (J. Coltrane) - 3:15
3. 神聖なる生命 - "The Life Divine" (John McLaughlin) - 9:25
4. 神の園へ - "Let Us Go Into the House of the Lord" (Traditional) - 15:42
5. 瞑想 - "Meditation" (J. McLaughlin) - 2:41

### 2003年リマスターCDボーナス・トラック
1. 至上の愛（オルタネイト・テイク2） - "A Love Supreme (Alternate - Take 2)" (J. Coltrane) - 7:26
2. ネイマ（オルタネイト・テイク4） - "Naima (Alternate - Take 4)" (J. Coltrane) - 2:50

## 参加ミュージシャン
- カルロス・サンタナ - ギター
- ジョン・マクラフリン - ギター、ピアノ
- ハリド・ヤシン（ラリー・ヤング） - ハモンドオルガン
- ダグ・ローチ - ベース
- ビリー・コブハム - ドラムス
- ドン・アライアス - ドラムス
- ヤン・ハマー - ドラムス
- マイケル・シュリーヴ - ドラムス
- ミンゴ・ルイス（英語版） - パーカッション
- アルマンド・ペラーサ - コンガ